# Blakea rotundifolia
Blakea rotundifolia es una especie de planta de flores perteneciente a la familia  Melastomataceae. Se encuentra en  Ecuador.  Su hábitat natural son las montañas húmedas subtropicales o tropicales.

## Distribución y hábitat
Es un árbol nativo de Ecuador confinado en las laderas del noroeste de los Andes. Descubierta en la carretera Nono–Nanegalito–Puerto Quito y la carretera Aloag–Santo Domingo, y también en la carretera a Maldonado y sobre el  Cerro Golondrinas, cerca de Mira. La única encontrada en áreas protegidas fue en 1890 en Niebli, sobre las laderas oeste de Pululahua. Se mantienen en la reserva privada del Río Guajalito. 

## Taxonomía
Blakea rotundifolia fue descrito por David Don y publicado en Memoirs of the Wernerian Natural History Society 4: 326. 1823.
Sinonimia
- Topobea rotundifolia (D. Don) Naudin[3]